# Woudas ångpumpstation
Woudas ångpumpstation (nederländska: Ir. D.F. Woudagemaal) i Nederländerna, är den största ångdrivna pumpstationen i världen som ännu är i bruk. Den 7 oktober 1920 invigde drottning Vilhelmina pumpstationen som används för att pumpa ut överflödigt vatten från Friesland.
1967, efter att ha gått på kol i 47 år, gjordes pannorna om för att gå på olja. Sedan 1998 är Woudas ångpumpstation ett världsarv.